# 사시나무
사시나무(aspen)는 버드나무과에 딸린, 잎 지는 큰키나무이다.
한반도에서는 전라도를 제외하고 산중턱이나 산기슭의 습한 곳에서 자란다. 산불이 났던 곳이나 식생이 파괴된 지역에서 군집을 이루며, 키는 10m, 지름은 30cm 정도이고, 뿌리에서 많은 줄기가 올라온다. 싹이 잘 트고 공해에도 강한 편이다. 나무껍질은 회색이 도는 녹색으로 오래되면 흑갈색으로 변하면서 얕게 갈라진다. 어긋나는 잎은 둥그스름한 모양으로 끝이 다소 뾰족하며, 잎 가장자리에는 얕게 갈라지는 톱니가 있다. 꽃은 4-5월에 암꽃과 수꽃이 각각 다른 그루에서 미상꽃차례를 이루면서 핀다. 열매는 5월에 익는다. 씨는 매우 작으며, 솜털 모양의 긴 털이 달려 있어서 바람에 잘 날린다. 목재는 종이·성냥·상자를 만드는 데 쓰이고, 나무껍질은 약재로 이용된다.

## 참고 자료
- 이 문서에는 다음커뮤니케이션(현 카카오)에서 GFDL 또는 CC-SA 라이선스로 배포한 글로벌 세계대백과사전의 내용을 기초로 작성된 글이 포함되어 있습니다.